# أعمال ميكي ماوس
أعمال ميكي ماوس (بالإنجليزية: Mickey Mouse Works)‏ هو مسلسل تم إنتاجه في الولايات المتحدة. بدأ عرضه في سنة 1999. بلغ عدد مواسم المسلسل 2 مواسم، كما بلغ عدد حلقاته 25 حلقة، المسلسل من تأليف ديزني تيليفشن أنيمايشن ، تم بث المسلسل لأول مرة بتاريخ 1 مايو 1999 بينما تم بث آخر حلقة منه بتاريخ 9 ديسمبر 2000.

## وصلات خارجية
- أعمال ميكي ماوس على موقع IMDb (الإنجليزية)
- أعمال ميكي ماوس على موقع فيلمافينيتي (الإسبانية)
- أعمال ميكي ماوس على موقع كينوبويسك (الروسية)
- أعمال ميكي ماوس على موقع ألو سيني (الفرنسية)
- أعمال ميكي ماوس على موقع قاعدة بيانات الفيلم (الإنجليزية)